# Samba (ples)
Samba je tipičan brazilski ples koji ima izvore u starim glazbenim folklornim motivima. Brazil su u 16. stoljeću kolonizirali Portugalci koji su doveli robove iz Afrike. Slično kao i na Kubi, pomiješali su se glazbeni motivi Portugalaca, crnaca i prvobitnih Indijanaca. Razvoj brazilske glazbe i plesa bili su pod utjecajem obreda u slavu bogova, a afrički izvori su bili prigodne naravi. Na svečanostima se plesalo i po više dana. Jedan od prvih poznatih brazilskih plesova u tim prigodama bio je batuque, prvo zajedničko ime za plesove s tipičnim bočnim kretanjem. Batuque je bio prethodnik sambe. Ime samba je izvedenica iz afričke riječi «semba», što znači bočno kretanje. U Brazilu razlikujemo više oblika sambe; prva je samba de moro koja se pleše po ulicama za vrijeme karnevala. Druga, samba carioca koja je iz Rio de Janeira i predstavlja nam poznati oblik sambe. Postoji i baiao kao oblik sambe. Ime potječe iz brazilskog grada Bahia, koji je središte brazilske crnačke kulture. Baiao je više sentimentalan ples, lakši, sporiji oblik sambe u tužnom stilu. Samba se prvi puta pojavila u Europi 1924. godine, ali je pravi prodor doživjela tek 1948. u svom pojednostavljenom obliku. Samba je izborila svoje mjesto na plesnom parketu svojom lakočom i bezbrižnošću. Plesači se jednom vrstom valovitog gibanja u tijelu kreću po dvorani, a ono proizlazi iz gibanja zdjelicom. Samba je veseo ples pun ritma koji se posebno izražava u stilu koji je nešto različitiji od drugih latinoameričkih plesova.